# Félix García de la Barga
Félix García de la Barga Gómez de la Serna (Belalcázar, Córdoba, 12 de agosto de 1825-Madrid, 13 de junio de 1907) fue un político español. Vicepresidente primero del Congreso de los Diputados y director general de Agricultura en el ministerio de Antonio Aguilar Correa (1865-1866), fue padre del escritor y periodista Corpus Barga.

## Biografía
García de la Barga era el mayor de ocho hijos habidos en el matrimonio del terrateniente Críspulo García de la Barga Gil de la Cuesta, de origen burgalés, y Ana María Gertrudis Gómez de la Serna López, vecinos de Belalcázar. Estudió en el colegio de la Asunción de Córdoba, donde coincidió con el marqués de la Vega de Armijo, un año mayor. Estudió Derecho en la Universidad Central de Madrid. Comenzó con apenas treinta años una dilatada carrera política que le llevaría a ejercer destacados cargos públicos durante más de medio siglo. Casado tardíamente con Eulalia Gómez de la Serna, sobrina del político y ministro Pedro Gómez de la Serna, fueron padres del escritor Corpus Barga
Jefe político de la provincia de Lérida, fue cesado el 30 de diciembre de 1849 con motivo de los cambios habidos en todo el país y la aparición del nuevo cargo de Gobernador de la provincia, que reunía las funciones del Jefe político de la provincia y del Intendente. Más tarde, resultó elegido diputado por vez primera por la provincia de Córdoba en noviembre de 1858, tras el Bienio Progresista. Militó en la Unión Liberal fundada por Leopoldo O'Donnell, de quien se convirtió pronto en seguidor. Fue vicepresidente del Congreso de los Diputados y director general de Agricultura durante el mandato de Antonio Aguilar Correa, marqués de la Vega de Armijo.

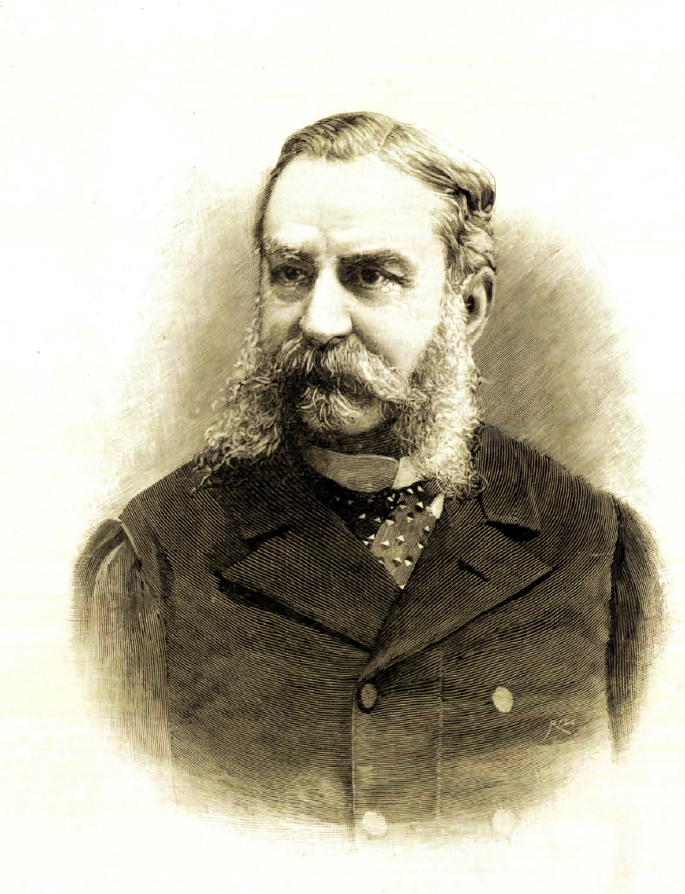
Grabado del marqués de la Vega de Armijo, ministro de Agricultura en 1865.

Elegido diputado a Cortes en enero de 1869, participó activamente durante los primeros compases de la Gloriosa. En 1872 fue elegido senador por la provincia de Córdoba y en 1893 fue nombrado senador vitalicio.